# Ramsen, Donnersberg
Ramsen là một đô thị thuộc thuộc huyện Donnersberg, Đức. Đô thị Ramsen, Donnersberg có diện tích 27,08 km², dân số thời điểm ngày 31 tháng 12 năm 2006 là 1777 người.